# بخش پلیزنت (شهرستان ناکس، اوهایو)
بخش پلیزنت (به انگلیسی: Pleasant Township) یک منطقهٔ مسکونی در ایالات متحده آمریکا است که در شهرستان ناکس، اوهایو واقع شده‌است.
 بخش پلیزنت ۴۷٫۰ کیلومتر مربع مساحت و ۱٬۶۰۶ نفر جمعیت دارد و ۳۵۹ متر بالاتر از سطح دریا واقع شده‌است.